# May Gibbs
Cecilia May Gibbs MBE (Kent, Regne Unit, 17 de gener de 1877 - Sydney, Nova Gal·les del Sud, Austràlia, 27 de novembre de 1969) va ser una autora infantil, il·lustradora i dibuixant australiana. És més coneguda pels seus "nadons gumnut" (també coneguts com a "bebès de bosc" o "fades de bosc", en anglès: "bush babies" o "bush fairies"), i pel llibre Snugglepot and Cuddlepie.

## Primers anys
Gibbs va néixer a Sydenham, Kent, al Regne Unit, filla de Herbert William Gibbs (1852 - 4 d'octubre de 1940) i Cecilia Gibbs, née Rogers (c. 1851 - 26 de març de 1941), que eren ambdós artistes de talent. Va ser la seva segona filla i, com va rebre el nom de la seva mare, duia el sobrenom de "Mamie".
La família va planejar traslladar-se a Austràlia del Sud per fer-hi una granja al 1879 a causa de la pèrdua de visió de Herbert, com a resultat d'una ferida de la infància. Tanmateix, com Gibbs havia agafat el xarampió, el seu pare i l'oncle George Gordon Gibbs (c. 1860 - 24 d'agost de 1921) van anar a Austràlia, deixant la seva mare a Anglaterra per cuidar els fills.
L'1 de juny de 1881, els germans Gibbs van arribar al sud d'Austràlia i van començar a buscar la terra que els disposava un parent seu. Durant els propers mesos, els germans es van desil·lusionar amb el terreny. Cecília va descobrir que estava embarassada de nou i va decidir fer el viatge a Austràlia amb els seus fills. Malgrat la consternació dels seus pares, Cecília i els fills van marxar i el seu tercer fill, Ivan, va néixer al mar.
Una sequera a la zona va fer que la família es tornés a traslladar, aquest cop a Norwood. Al 1885, la família es va traslladar de nou a una propietat agrícola a Harvey, Austràlia Occidental. A l'edat de vuit anys, Gibbs va rebre un poni anomenat Brownie de part del seu pare. May li agradava explorar el bosc muntant el seu cavall, i va començar a pintar i escriure sobre el bosc en aquest moment. Aquest període de la seva infantesa, i la seva interpretació imaginativa del bosc, van ser constituents en el desenvolupament de la selecció antropomòrfica que es troba en la seva obra. Quan Gibbs tenia 10 anys, la família es va mudar a Perth, on va ser educada a l'escola femenina d'Amy Best.

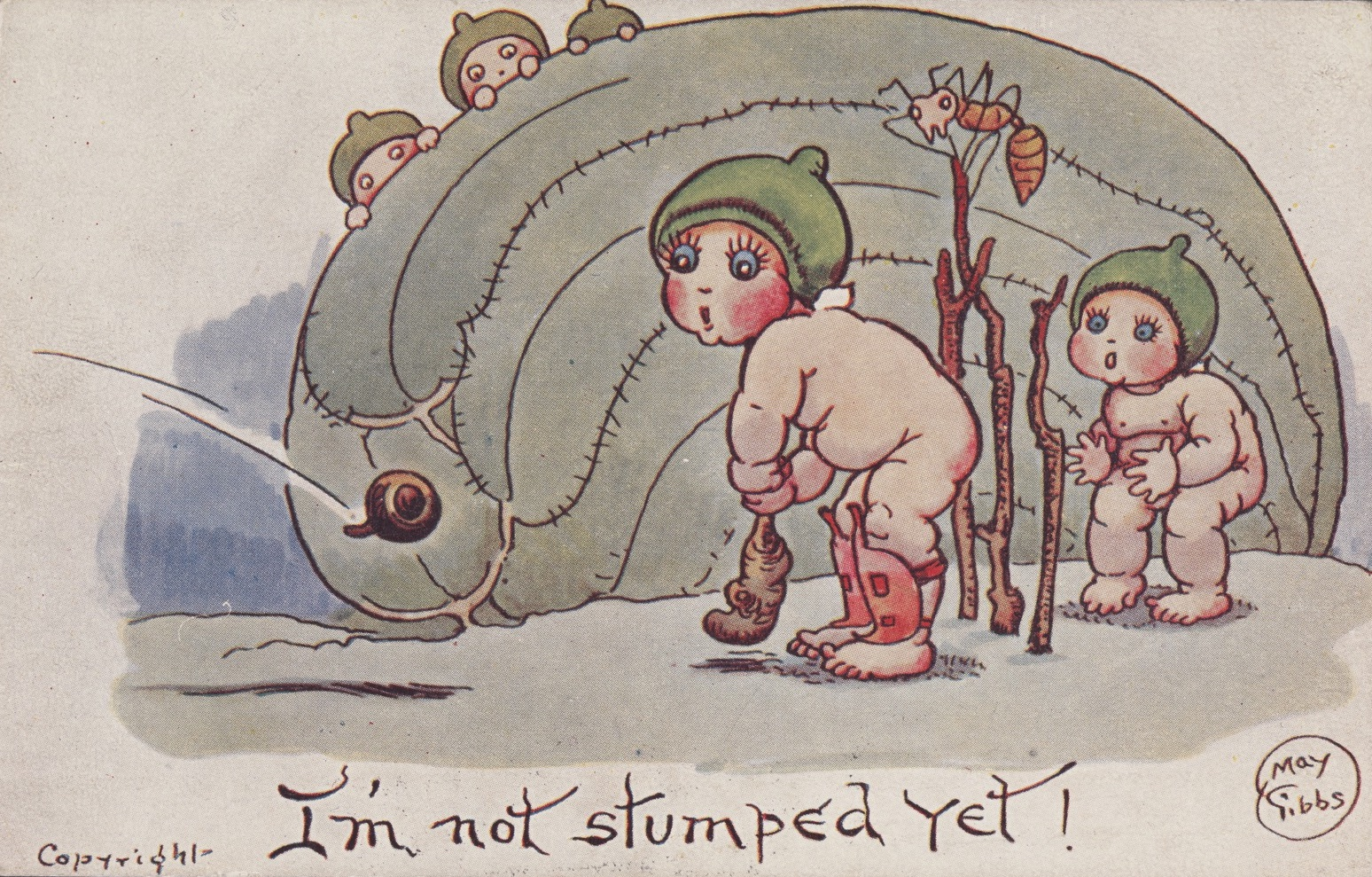
Postal dels nadons gumnuts creats per May Gibbs, els quals estan jugant a cricket.

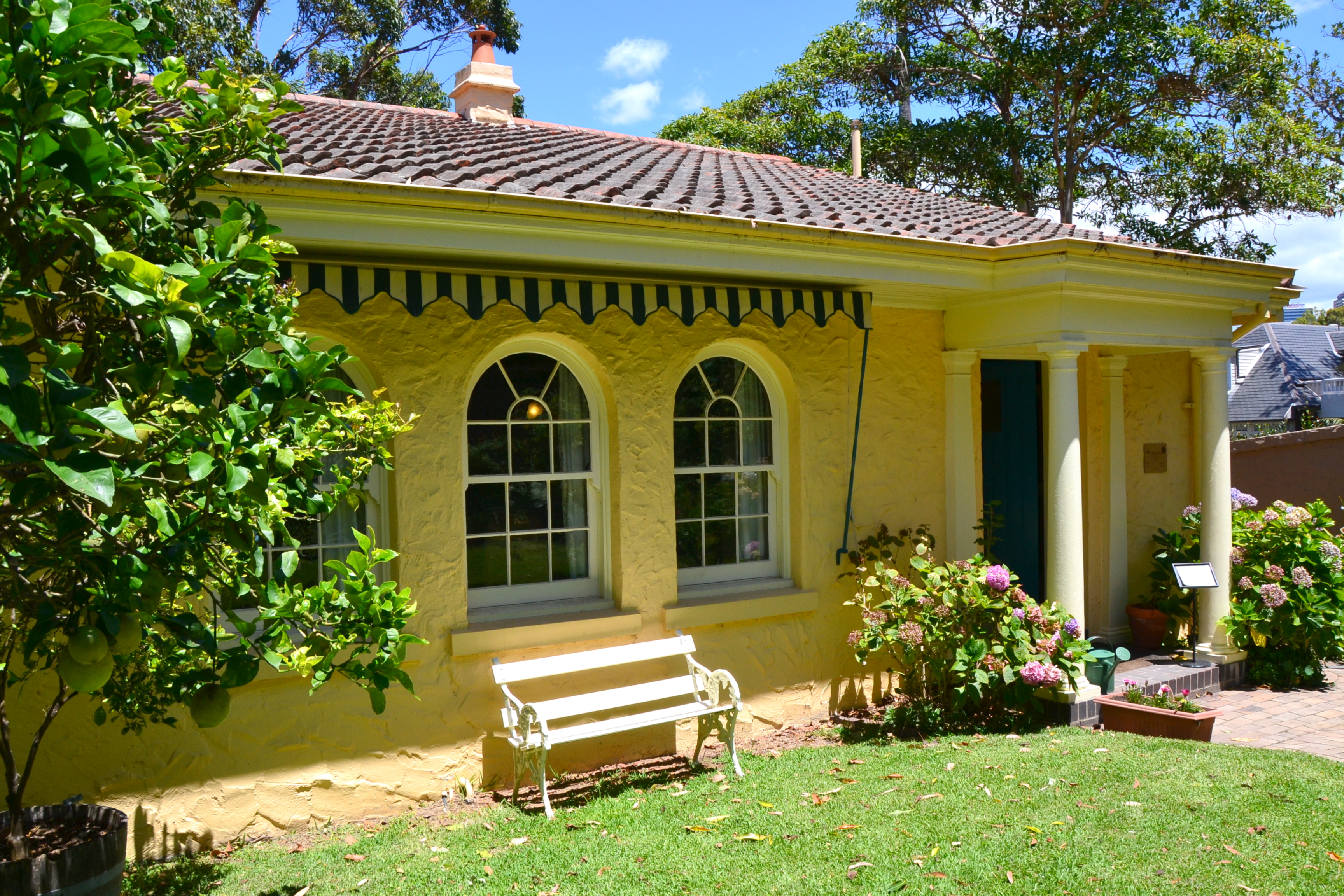
Nutcote, a Kurraba Point, Nova Gal·les del Sud, on May va passar gran part de la seva vida.

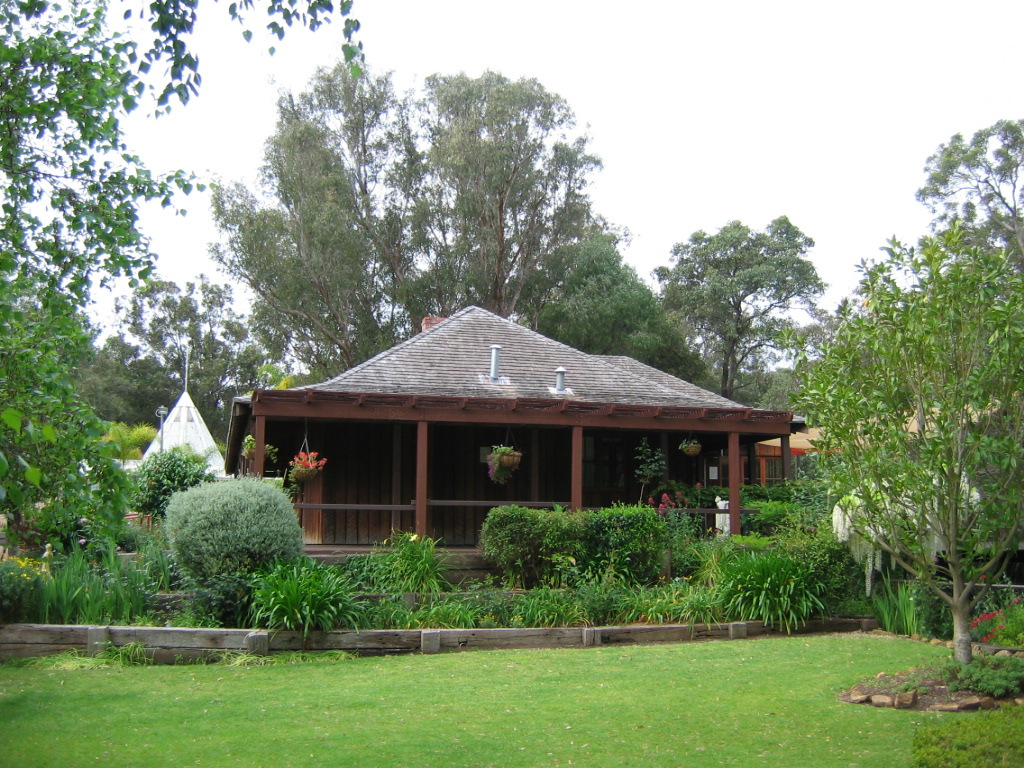
Una rèplica de l'Stirling Cottage, Harvey (Austràlia Occidental), on va viure May Gibbs.

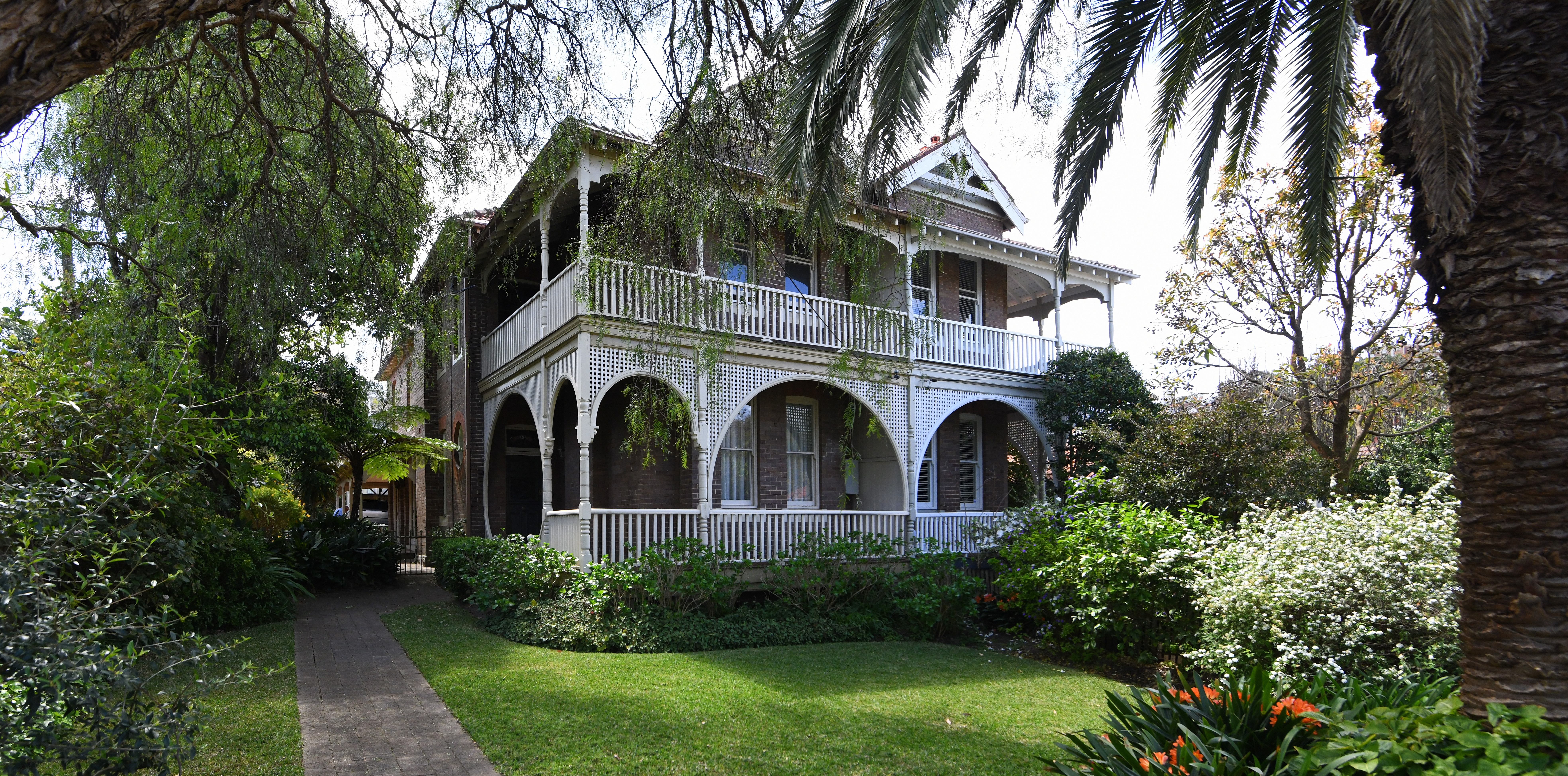
Derry, Neutral Bay, on May Gibbs va viure un temps abans de traslladar-se a Nutcote.

L'any 1894, Gibbs va assistir a un camp d'artistes creat per HC Prinsep, que juntament amb el seu pare, va ser un dels membres fundadors del Wilgie Sketching Club (més endavant la West Australian Society of Artists) al 'Undercliffe' de Greenmount, Austràlia Occidental. Aquell any, va començar a pintar en oli "qualsevol cosa, intentant superar l'estadi enganxós ... pintant plaques per penjar a les parets i guanyant prou per mantenir-me excepte en les factures farmacèutiques", va dir Gibbs. També va pintar decorats i va dissenyar escenografies per a produccions d'aficionats locals. A mitjans de la dècada de 1890 assistia a classes a la Galeria d'Art d'Austràlia Occidental. Gibbs va publicar per primera vegada a l'edició de Nadal del W.A. Bulletin, del 1889.

## Estudi a Anglaterra
Entre 1890 i 1913, Gibbs va realitzar diversos viatges a Anglaterra, principalment per estudiar art. Va passar un any a la South Kensington Art School dirigida per Arthur Stockdale Cope i Erskine Nicol, i va assistir a classes al Chelsea Polytechnic (actual Chelsea College of Arts), estudiant sota Augustus John i Ernest Borough Johnson. Es va graduar al 1905 amb passatges de primera classe en totes les categories. L'educació artística de Gibbs també incloïa 'mitges hores' als estudis del Victoria and Albert Museum, on els estudiants podien dibuixar el nu de franc i un terme a la School for Black and White Artists dirigit per Henry Blackburn, editor del London Society. Durant la seva etapa a Anglaterra, Gibbs va completar tasques com a il·lustradora per a George G. Harrap and Co., va publicar una fantasia sobre les xemeneies londineses, About Us (1912), i va fer dibuixos animats per a la Common Cause, publicats per les suffragettes.

## Primeres obres
En els seus viatges de retorn a casa a Austràlia, Gibbs va produir il·lustracions de moda per a The West Australian i dibuixos animats per a la revista australiana occidental Social Kodak. Es va convertir en una col·laboradora habitual de Western Mail. Els seus esbossos, il·lustracions, dibuixos animats i caricatures van aparèixer a la portada i a tot el diari entre el 1904 i 1908. Sobretot, Gibbs va il·lustrar un article escrit per la senadora Agnes Robertson sobre el moviment de drets de la dona Women's Position in the State by One of Them. Es considera que Gibbs és una dels primeres dibuixants i caricaturistes professionals australianes residents a Austràlia i la primera dona australiana coneguda per haver dibuixat còmics polítics locals. "May Gibbs va ser pionera de les dibuixants femenines, sobretot perquè va tenir èxit", va assenyalar la reconeguda dibuixant australiana Lindsay Foyle. El 1907 va exposar cinc aquarel·les a la First Australian Exhibition of Women's Work a Melbourne.

## Retorn a Austràlia
A causa de problemes de salut, Gibbs va tornar a Austràlia des d'Anglaterra al 1913 i es va establir a Sydney. Va residir a Derry, una casa adossada de la propietat a la Neutral Bay. El 1913 també va marcar la primera aparició pública dels nadons gumnut, a la portada de The Missing Button d'Ethel Turner, que Gibbs havia il·lustrat. Va elaborar postals que representaven amb uniforme als nadons gumnut per donar suport al paper d'Austràlia en la Primera Guerra Mundial en aquest moment. El primer llibre de Gibbs sobre els nadons gumnut, titulat Gumnut Babies, va ser publicat al 1916. Va ser seguit, al 1918, per la seva obra més famosa, Snugglepot and Cuddlepie. Gibbs va escriure molts llibres sobre el tema dels nadons gumnut.
Es va casar amb Bertram James Ossoli Kelly, un agent miner, el 17 d'abril de 1919, a qui va conèixer durant una visita a Perth. Al 1925 es van traslladar a casa seva de Nutcote i després a Neutral Bay (avui part del Kurraba Point), a Sydney. El seu marit va morir al 1939.
Gibbs va continuar escrivint i il·lustrant llibres infantils, publicant Little Ragged Blossom al 1920 i Little Obelia l'any següent. A més del seu treball d'il·lustració i escriptura, Gibbs va mantenir dues historietes, Bib and Bub 1924-1967 i Tiggy Touchwood 1925-1931, en diaris opositors. Tiggy Touchwood va aparèixer al Sunday Sun sota la signatura "Stan Cottman". Les tires còmiques es van publicar als diaris de la majoria dels estats australians i també a Nova Zelanda. Al 1923 va publicar Nuttybub and Nittersing i al 1929 Two Little Gum-Nuts. Tots els seus llibres han estat reimpresos en diverses ocasions i s'han publicat cinc llibres de dibuixos animats de Bib and Bub.

## Mort i llegat
May Gibbs va morir a Sydney el 27 de novembre de 1969 i va ser incinerada al Nothern Suburbs Crematorium, Sydney. Gibbs va obtenir els drets d'autor dels dissenys dels seus personatges del bosc i les seves històries sobre Northcott Disability Services (abans The NSW Society for Crippled Children) i Cerebral Palsy Alliance (abans The Spastic Center of NSW). La resta de les seves propietats es van deixar al Fons Internacional d'Urgències per a Infants de les Nacions Unides.
Al 1985 es va publicar un segell de franc que honra a Gibbs, o les seves creacions més conegudes, per part d'Australia Post com a part d'un conjunt de cinc llibres commemoratius per a nens.
Al 1988, un carrer del suburbi de Richardson a Canberra, va ser anomenat May Gibbs Close en honor seu.
El 3 de desembre de 2016, la Biblioteca Estatal de Nova Gal·les del Sud va obrir una exposició de les obres d'art de Gibbs amb motiu del centenari de la publicació dels Gumnut Babies. El gener de 2018, un ferri de Sydney Ferries de la classe esmeralda va ser nomenat en honor de l'autora.

## Obres
- (1912). About us / de May Gibbs. (No. 3529). London : New York: Ernest Nister; E.P. Dutton, referència en línia.
- (1913). Scribbling Sue and other stories / d'Amy Eleanor Mack. Sydney: Angus & Robertson, referència en línia.
- (1913). Georgian England (1714–1820) / de Susan Cunnington; il·lustrat per May Gibbs. London: George G. Harrap &, referència en línia.
- (1915). A little bush poppy / d'Edith Graham; il·lustrat per May Gibbs. Melbourne: Lothian Book Publishing, referència en línia.
- (1916). Gum blossom babies / words and pictures by May Gibbs. Sydney: Angus & Robertson, referència en línia.
- (1917). Boronia babies / May Gibbs. Sydney: Angus & Robertson, referència en línia.
- (1917). Flannel flowers and other bush babies / May Gibbs. Sydney: Angus & Robertson, referència en línia.
- (1918). Wattle babies / May Gibbs. Sydney: Angus & Robertson, referència en línia.
- (1918). Snugglepot and Cuddlepie : Their Adventures Wonderful / Dibuixos i escrit de May Gibbs. Sydney: Angus & Robertson, referència en línia.
- (1920). Little Ragged Blossom, & more about Snugglepot and Cuddlepie / cd May Gibbs. Sydney: Angus & Robertson, referència en línia.
- (1921). Little Obelia, and further adventures of Ragged Blossom, Snugglepot & Cuddlepie / May Gibbs. Sydney: Angus & Robertson, referència en línia.
- (1922). Gumnut babies : Words and pictures / de May Gibbs. Sydney: Angus & Robertson, referència en línia.
- (1923). Nuttybub and Nittersing / de May Gibbs. Melbourne: Osboldstone &, referència en línia.
- (1924). Chucklebud and Wunkydoo / de May Gibbs. Melbourne: Osboldstone, referència en línia.
- (1925). Bib and Bub : Their adventures / de May Gibbs. Sydney: Cornstalk Pub, referència en línia.
- (1927). The further adventures of Bib and Bub / de May Gibbs. Sydney: Cornstalk Publishing, referència en línia.
- (1927). The struggle with the crown (1603–1715) / d'E.M. Wilmot-Buxton; il·lustrat per May Gibbs. London: George G. Harrap, referència en línia.
- (1928). More funny stories / de May Gibbs. Sydney: Cornstalk Publishing, referència en línia.
- (1929). Bib & Bub in Gumnut town / de May Gibbs. Sydney: Halstead Printing, referència en línia.
- (1932). A bush greeting to you / May Gibbs. Sydney, N.S.W., referència en línia.
- (1940). The complete adventures of Snugglepot and Cuddlepot / dibuix i escrit de May Gibbs. Sydney: Angus & Robertson, referència en línia.
- (1941). Scotty in gumnut land / de May Gibbs. Sydney: Angus & Robertson, referència en línia.
- (1943). Mr. & Mrs. Bear and friends / de May Gibbs. Sydney: Angus & Robertson, referència en línia.
- (1953). Prince Dande Lion, incomplet, State Library of New South Wales, MLMSS 2409.

## Material conservat a les col·leccions
The State Library of New South Wales – documents, relíquies i col·leccions pictòriques, 1900–1969
- May Gibbs papers – Guia ubicada a MLMSS 2048/1A
- SERIES 01 – Manuscrits literaris, 1901–1967 - Obres publicades 1916–1953, Obres no publicades 1901–1941, Quaderns, notes i versos diversos 1906–1966, Columna de diari n.d., Dibuixos, 1924–1967
- SERIES 02 – Documents professionals, 1912–1967 - Manuscrits literaris 1901–1967, Obres publicades; Obres no publicades; Quaderns, i Miscel·lània de notes i versos; Columna de diari; Dibuixos; Documents professionals 1912–1967; Correspondència; Documents generals; Documents financers; Documents personals 1900–1969; Correspondència; Revistes & Quaderns; Documents financers; Trossos de diaris 1905–1967; Dibuixos; 'Gumnut Gossip'; Fragments de miscel·lània; Material imprès de miscel·lània, 1906–1967; Material de microfilm, n.d.
- SERIES 03 – Documents personals, 1900–1969 - Manuscrit; Comandes; Il·lustracions; Retalls.
- SERIES 04 – Retalls de diaris, 1905–1967 – Dibuixos; 'Gumnut Gossip'; Retalls de miscel·lània.
- SERIES 05 – Material imprès i miscel·lània, 1906–1967 – Dibuixos; 'Gumnut Gossip'; Retalls de miscel·lània.
- SERIES 06 – Material de microfilm, n.d. - Cinc historietes curtes de F. Treuthardt: 'The Three Scottie pups'; 'Funny Mrs Lizzard'; 'The Missing Tadpoles'; 'The Lost Food Basket'; Bib and Bub's Shoe Shop'.
- SERIES 07 – Il·lustracions, 1867 – ca. 1968 / May Gibbs - esbossos originals dels llibres infantils de May Gibbs. També estan inclosos esbossos per a publicacions proposades, estudis fets de l'escola a Londres, i retrats i fotografies de la família i amics.
- SERIES 08 – Relíquies de May Gibbs, 1900–1969 – Insígnia de MBE; Campana; 2 figuretes; blocs impresos; mocador imprès; fulles de xiclet i escorça.
- SERIES 09 – Quadres i treballs individuals, 1910–1930? / de May Gibbs o H.W. Gibbs – cinc dibuixos d'aquarel·la.

### Altres fonts
- «About May Gibbs». Arxivat de l'original el 30 de juny 2006. [Consulta: 1r abril 2006].
- Biography: May Gibbs, Australian National Botanic Gardens website. Accessed 1 April 2006.
- Walsh, Maureen. May Gibbs: Mother of the Gumnuts: Her Life and Work.  Angus & Robertson, 1985. ISBN 0-207-15178-4.